# Pseudoschizognathus schoenfeldti
Pseudoschizognathus schoenfeldti är en skalbaggsart som beskrevs av Ohaus 1904. Pseudoschizognathus schoenfeldti ingår i släktet Pseudoschizognathus och familjen Rutelidae. Inga underarter finns listade i Catalogue of Life.